# Schocken
Das Schocken (im bayerischen Oberland auch Pfrandern) ist ein besonders in Westfalen und im Rheinland verbreitetes Würfelspiel, das in Kneipen als Trinkspiel von mindestens zwei Spielern gespielt wird. Dabei ist es üblich, dass der Verlierer eines Spiels die nächste Runde Bier bezahlt. In Hessen ist dieses Spiel auch unter dem Namen Jule, in Niedersachsen auch als Mörkeln oder Knobeln, in Schleswig-Holstein und Hamburg als Maxen (nicht zu verwechseln mit Mäxchen) und in der Städteregion Aachen als Meiern bekannt. Der Spiegel bezeichnet es als das Würfelspiel des Reviers.

## Beschreibung
Die Spielweise ist von Region zu Region unterschiedlich, daher wird an dieser Stelle nur eine von vielen Varianten näher beschrieben. Abweichungen, sofern bekannt, sind als Ergänzung in Klammern hinzugefügt.

### Vorbereitung / Spielmaterial

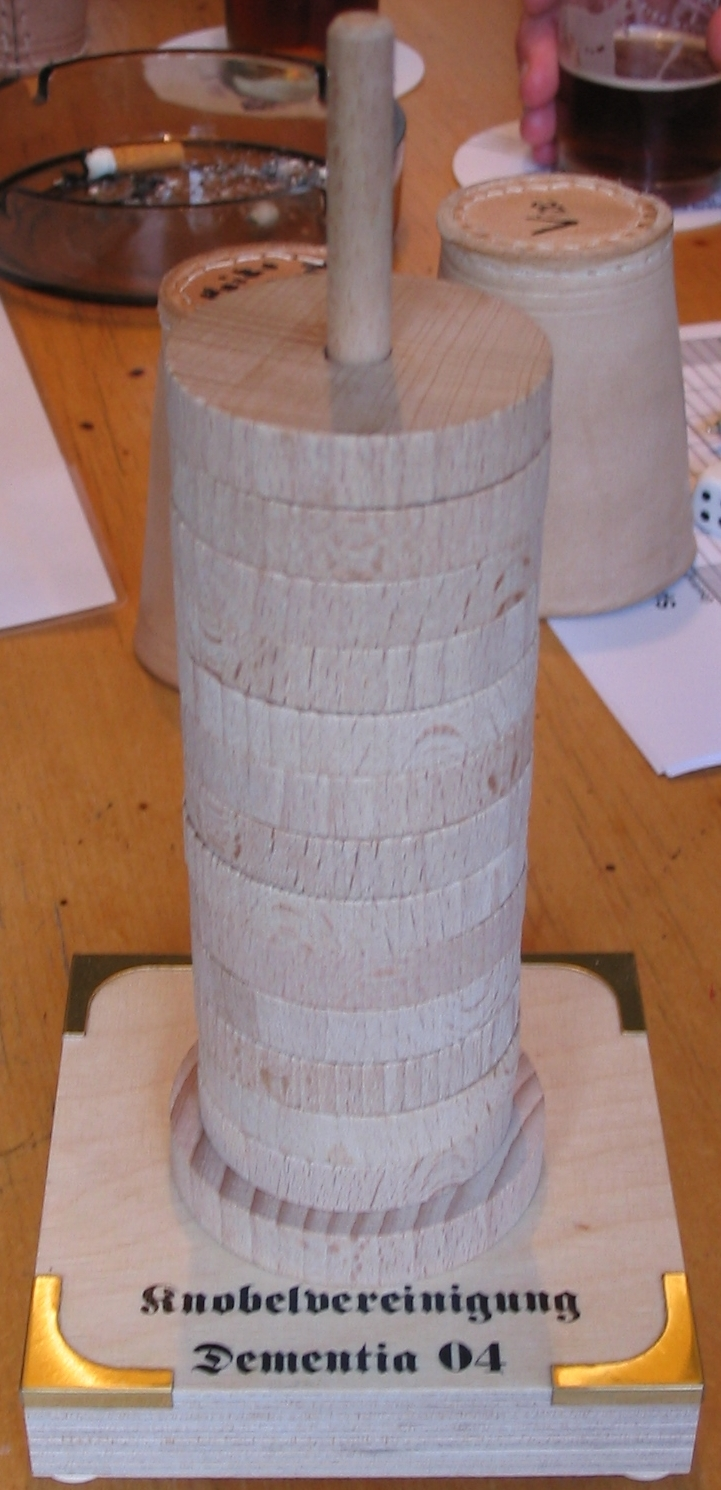
Schockbesteck mit 13 Strafsteinen, darunter der größere Markierungsstein der 1. Hälfte

Jeder Spieler erhält einen Würfelbecher und drei Spielwürfel. Weiterhin werden für die Verteilung der „Strafpunkte“ 13–17 Spielsteine oder auch Bierdeckel sowie idealerweise ein zusätzlicher andersartigen Markierungsstein benötigt, der im Saarland als Huub bezeichnet wird (häufig ein halber, durchgebrochener Bierdeckel). Letzterer wird dafür verwendet, den Verlierer der ersten Hälfte zu markieren. Häufig kommt ein Besteck zum Einsatz, das aus den Spielsteinen sowie einer Vorrichtung zu ihrer Aufbewahrung besteht.

### Struktur des Spiels
Ein gesamtes Spiel besteht aus zwei Hälften, bei Bedarf einem zusätzlichen Finale, einer Art Stechen, sofern die Hälften von zwei unterschiedlichen Spielern verloren wurden. Eine Hälfte oder auch das Finale besteht aus mindestens einer, meistens jedoch mehreren Spielrunden und ist dann beendet, wenn einer der Spieler sämtliche Spielsteine gesammelt hat. Dieser Spieler hat damit diesen Teil des Spieles verloren. Verliert ein Spieler beide Hälften einer Runde, nennt man das in der Regel einen Blattschuss.

### Spielablauf einer Hälfte oder des Finales
In einer einzelnen Runde wird reihum gewürfelt. Sie wird von dem Spieler begonnen, der die vorangegangene Runde verloren hat. Wird das Spiel frisch gestartet, kann durch einfaches Auswürfeln entschieden werden, wer anfängt. Der erste Spieler kann nun, nachdem sämtliche Spieler ihren ersten Wurf getätigt haben, ohne dabei ihren Würfelbecher umzudrehen, bis zu insgesamt dreimal würfeln. Dabei ist, unabhängig von der Anzahl der Würfe, entscheidend, dass der jeweils zuletzt getätigte Wurf der nachfolgenden Spieler vom Becher verdeckt bleibt. Dies ist für den ersten Spieler nur für den evtl. dritten Wurf verbindlich. Entscheidet sich also der erste Spieler dafür, den ersten Wurf „stehen zu lassen“, ist für die übrigen nicht ersichtlich, welche Augenzahlen sich unter ihrem eigenen Becher verbergen. Die vom ersten Spieler vorgegebene Anzahl der Würfe ist für alle weiteren Mitspieler verbindlich und darf in dieser Runde nicht mehr überschritten werden.
Entscheidet sich der erste Spieler nach dem Betrachten seines ersten Wurfes dafür, weiter zu spielen, ist es seine freie Entscheidung, ob, und wenn ja, welche und wie viele Würfel er auf dem Tisch stehen lässt, um nach seinem letzten Wurf einen möglichst hohen Gesamtwurf zu erhalten. Ist sein Becher zum dritten Mal umgedreht oder hat er vorzeitig entschieden, dass sein Gesamtwurf ihm genügt, ist der nächste Spieler an der Reihe. Sofern nicht ein einziger Wurf die Vorgabe ist, dreht dieser nun seinen Becher um und betrachtet seinen ersten Wurf. Danach erfolgt der Ablauf analog zum ersten Spieler, bis die Runde mit dem letzten Wurf des letzten Spielers beendet ist.
Abschließend wird der Reihe nach „aufgedeckt“ und geprüft, welcher Spieler den jeweils höchsten bzw. niedrigsten Wurf insgesamt hat. Bei Übereinstimmungen gilt der spätere Wurf der Runde als „nachgelegt“ (oftmals angewandte Redewendung hier: „Mit ist Schitt“) und somit als geringwertiger (es sei denn, er schafft denselben Wurf mit weniger Würfen). Nun bestimmt der höchste Wurf, welche Anzahl von Strafpunkten (vgl. Tabelle unten) der Spieler mit dem niedrigsten Wurf erhält. Dabei wird, solange noch Spielsteine im ursprünglichen Stock vorhanden sind, aus ebendiesem verteilt, danach erhält der Verlierer einer Runde seine Strafsteine vom entsprechenden Gewinner. Die erhaltenen Strafsteine legt der entsprechende Spieler offen vor sich ab. Sind nicht mehr genügend Steine im Stock oder beim Gewinner verfügbar, so erhält der Verlierer lediglich sämtliche Steine, die noch vom Gewinner vergeben werden können.
Eine Ausnahme stellt dabei der so genannte Schock aus (1,1,1 – s. Tabelle) dar, bei dem der Verlierer sofort sämtliche Strafsteine erhält und damit die Hälfte oder das Finale verloren hat.
- Sind aus dem Stock sämtliche Spielsteine verteilt, müssen nur noch diejenigen Spieler die Hälfte zu Ende spielen, die bereits Strafpunkte gesammelt haben.
- Das Finale wird nur von den betroffenen zwei Spielern ausgespielt.

### Bewertung der Würfe
In aufsteigender Reihenfolge gilt:
| Bezeichnung    | Beispiele                             | Anzahl Strafsteine                            | Bezeichnung im Rheinland | Bezeichnung in Hessen                                                         | Bezeichnung in Westfalen | Bezeichnung in der Pfalz                                         | Bezeichnung in SH/HH | Bezeichnung im Saarland                                          | Bezeichnung in Niedersachsen                                     |
| -------------- | ------------------------------------- | --------------------------------------------- | --- | ----------------------------------------------------------------------------- | --- | ---------------------------------------------------------------- | -------------------- | ---------------------------------------------------------------- | ---------------------------------------------------------------- |
| Einfacher Wurf | 2,2,1 (bzw. 5,2,1); 6,2,1 … bis 6,6,5 | 1 Strafstein                                  | Hausnummer (2,2,1 heißt auch „DDR-Schock“ oder „Honecker“, in der Region Düsseldorf bis Köln und im Lipperland auch als „Schalke“ oder „Bonekamp“). Der höchste einfache Wurf (665) heißt im Rheinischen mancherorts „Siebzig“. | Einfacher Wurf (2,2,1 wird auch als „Pipi“ oder „Honecker“ bezeichnet)        | 3,3,1 heißt in Porta Westfalica auch „Rekort“ Im Münsterland (Lüdinghausener Raum) heißt der niedrigste Wurf (2,2,1) auch „Willi Landgraf“ 2,2,1 wird im Westmünsterland auch als „Aal“ bezeichnet. (2,2,1 wird auch als „Mini Max“ bezeichnet) 2,2,1 heißt auch „Engbert“. |                                                                  |                      |                                                                  |                                                                  |
| Straßen        | 1,2,3 bis 4,5,6                       | 2 bis 3 Strafsteine                           | Straße (bzw. Stroß) | Straße                                                                        | Street, Straße | Straße                                                           | Straße               | Straße (bzw. Stroß)                                              | Straße                                                           |
| Generäle       | 2,2,2; 3,3,3 … bis 6,6,6              | 3 Strafsteine                                 | Bombe, Jenny, Ochse, Pasch (6,6,6 auch als „drei Deutsche“) | Drei Dicke, Jenny, der Name der Mutter und die Höhe der Zahl (Elke 4)         | Kacka, General, Pasch, Drei Harte, General Major, Bombe | Bock, Brattsch, Jenny                                            | Harter               | General (engl. ausgesprochen), Jenny                             | General                                                          |
| Schock 2 bis 6 | 1,1,2; 1,1,3 … bis 1,1,6              | 2 bis 6 Strafsteine, je nach Höhe des Schocks | Schock 2 bis 6 (Schock 2 wird auch als „Schock Doof“ bezeichnet) | Max 2 bis 6, Schock 2 bis 6 (Schock 2 wird auch als „Schock Doof“ bezeichnet) | Schock 2 bis 6 (Schock 2 wird auch als „Schock Doof“ oder als „Erdbeerschock“ bezeichnet) | Schock 2 bis 6 (Schock 2 wird auch als „Schock Doof“ bezeichnet) | Max 2 bis 6          | Schock 2 bis 6 (Schock 2 wird auch als „Schock Doof“ bezeichnet) | Schock 2 bis 6 (Schock 2 wird auch als „Schock Doof“ bezeichnet) |
| „Schock Aus“   | 1,1,1                                 | sämtliche Strafsteine                         | „Schock Out“, Aus, Outie heraus, Meier-Aus | „Schock Out“, Aus, Schock, Moor, Luftschock                                   | Out/Aus oder Schock Out/Aus, Luftschock (sofern in einem Wurf erzielt) | „Schock Aus“ oder „Aus“                                          | General oder Max Aus | Schock Aus                                                       | „Schock Out“ oder „Schock Laule“                                 |
| Block          | 6,4,1                                 | 0                                             | |                                                                               | |                                                                  |                      |                                                                  | Block                                                            |

## Besonderheiten und regionale Zusatzregeln

### Bewertung der Würfe
Bei der Bewertung der Straßen gibt es mehrere Varianten: Im ersten Fall sind sie aufsteigend sortiert (2,3,4 höher als 1,2,3 usw.), im zweiten Fall sind alle Straßen gleichwertig. Hinzu kommt die Variante, bei der die zuerst gewürfelte Straße höher gewertet wird. Verbreitet ist auch die Variante, dass die Wertigkeit der Straße sich danach richtet, mit welchem Wurf sie erzielt wurde (Straße im ersten Wurf ist höher als Straße im zweiten Wurf).
In einigen Regionen wird der Wurf 4,2,1 als Jule oder auch scharfe Sieben bezeichnet. Er wird in der Wertigkeit zwischen Schock-Sechs und Schock-Aus eingereiht und mit sieben Strafsteinen bewertet.
Nach den Standardregeln ist 2,2,1 der schlechteste Wurf. Ihm kommen jedoch regional unterschiedliche Bedeutungen zu. In der Umgebung von Trier, wo er die Hille genannt wird, muss ein Spieler, der ihn „Hand“ wirft, sofort eine Runde ausgeben. In anderen Regionen gilt 2,2,1 als Neuner, der als zweithöchster Wurf eingeordnet und mit neun Strafsteinen bewertet wird. Im westfälischen Raum wird dieser Wurf in einigen Regionen auch als Siebener (sieben Strafsteine) und der Wurf 3,3,1 als Achter (acht Strafsteine) bewertet. Im ostwestfälischen Raum wird dieser Wurf auch als Nutte bezeichnet und mit neun Strafsteinen bewertet.
Regionale Unterschiede bestehen bei der Bewertung, wenn in einer Wurfrunde als höchster Wurf ein Schock 2 und dazu noch ein General gewürfelt wurden. Je nach Regelauslegung wird der General als höherer Wurf gewertet, da er einen Wert von drei Spielsteinen besitzt (im Vergleich zu den zwei Spielsteinen des Schock 2).

### Regionale Bewertungen und Zusatzregeln

#### Dortmund
In Dortmund wird üblicherweise mit 2 Hälften mit jeweils 13 Deckeln gespielt. Es wird zu Beginn die erste Hälfte und dann die zweite Hälfte ausgespielt. Verliert ein Spieler beide Hälften, hat er das Spiel verloren. Verlieren zwei Spieler je eine Hälfte, müssen diese einen Spielverlierer ausspielen. Spieler, die unaufmerksam sind und nicht aufpassen, können sich auch in Spiele, aus denen sie nach der Verteilung der Deckel vom Baum schon ausgeschieden sind, wieder einwürfeln. Das gilt auch für die Entscheidung um das Gesamtspiel.
Ittop-sche Regel: „Wenn du die Würfel verwirrst, dann würfelst du was du brauchst“.
Zusatzwürfe und Bezeichnungen
Die erste Runde beginnt häufig klassisch, d. h. es gelten nur Schocks. Die Zusatzwürfe 4,2,1 , 2,2,1 und 3,3,1 werden vor dem Spiel vom jeweiligen Verlierer der Vorrunde angesagt, um ihre Wertigkeit zu erhalten. Anschließend erhält man bei einer Jule (4,2,1) als Verlierer 7 Strafsteine, beim Kurler Busch (2,2,1) 9 Strafsteine und beim Drei-Einunddreißig (3,3,1) 10 Strafsteine.
Falls die 2,2,1 nicht angesagt wurde und somit der schlechteste Wurf im Spiel ist, wird dieser als Nutte, Gurke oder Lünen-Süd bezeichnet. In manchen Kneipen wird der Wurf Jule als Bochumer Krankheit bezeichnet und abgelehnt. Darüber hinaus gibt es noch die Variante mit 2 Würfeln, bei welcher der dritte Würfel fiktiv ist und in die eigene Rechnung durch den Spieler ergänzt werden muss. Bsp: 6, 4 gewürfelt + fiktive 5 = Straße. Der Schock Aus wird umgangssprachlich gerne als Zwölf-Deckel-Trick oder Dreizehn-Deckel-Trick bezeichnet. Der General wird mancherorts auch als Bombe bezeichnet. Der Schock-2 wird häufig Schock-Doof genannt.
Pflücken
In einigen Knobelrunden wird vor dem Spiel angesagt, ob mit Pflücken oder ohne Pflücken gespielt wird. Bei ersteren dürfen Zusatzwürfe, Straßen, Generäle und Nummernwürfe zusammengeworfen werden. Bei weiteren zählen die Würfe, welche aus der Hand geworfen wurden je nach Augenhöhe mehr.
Bsp. Pflücken: Spieler 1: 3,3,3 (zusammengelegt), Spieler 2: 2,2,2 (aus der Hand) – Spieler 2 liegt mit seinem General-2 tiefer als 1 mit seinem General-3 und verliert
Bsp. ohne Pflücken: Spieler 1: 3,3,3 (zusammengelegt), Spieler 2: 2,2,2 (aus der Hand) – Spieler 1 hat gepflückt und somit nur den Nummernwert 3,3,3, während 2 einen General-2 hat.
Blind
Bei Blind wird im ersten Wurf geworfen, Blind angesagt und anschließend bei Beendigung der Runde hochgehoben. Es darf vom Spieler, der Blind angesagt hat, kein zweites Mal geworfen werden. Der Wurf zählt als höchster Wurf doppelt an Strafsteinen.
weitere Spielwechsel
Selten wird in Knobelrunden je nach Ansage des Verlierers zu anderen Würfelspielvarianten wie Lügen oder Böse-16 gewechselt.

#### Bochum
In manchen Bochumer Kneipen gibt es eine Variante mit 27 Strafsteinen.
Darüber hinaus wird auch eine Variante gespielt, bei der 2,2,1 als „Baby Schock“ bezeichnet wird.
Wird dieser Wurf im Finale in der letzten Runde aus der Hand geworfen, sticht er sogar einen „Schock Out“ und wird als „Baby Schock Out Hand“ bezeichnet.

#### Soest
Im westfälischen Soest gibt es eine verschärfte Form des „Schockens oder Knobelns“, den sogenannten „Bördeschock“. In Abänderung der normalen Regeln dürfen hier Sechsen gesammelt und in späteren Würfen ggf. bei Erreichen von zwei oder drei Sechsen zu einer bzw. zwei Einsen gedreht werden. Zusätzlich darf sogar im dritten und eigentlichen letzten Wurf auch dann noch gedreht werden, wenn in diesem Wurf mindestens zwei Sechsen gewürfelt wurden. Dadurch kann es im Extremfall sogar passieren, dass bis zu 5 Mal gewürfelt werden kann. Diese Regeln und noch einige weitere kleinere Regeländerungen führen zu einem rasanten Tempo und deutlich schnellerem Ende des Spiels.

#### Gießen-6
Eine besondere Stellung im Schock-Sport erhält der Wurf 61x, wobei x für eine 2, 3, 4 oder 5 steht. Die Variante, die 6 und die 1 herauszulegen und mit einer weiteren geworfenen 6 oder 1 einen Schock zu erhalten, wird in den Bezirken Mittelhessens „Gießen 6“ genannt. Aus stochastischer Sicht sei hier angemerkt, dass die Variante, in der nur die 1 gesammelt wird und mit den verbleibenden beiden Würfeln neu gewürfelt wird, geringfügig erfolgversprechender ist. Nichtsdestoweniger ist die „Gießen 6“ eine sehr verbreitete Spielweise und kann bei mehreren Mitspielern in später Position von Vorteil sein.

#### Niedersachsen
In Niedersachsen wurde eine Blockregel eingeführt. So kann man beim Wurf einer 6-4-1 geblockt werden und man ist für die Runde „aus der Wertung“ raus. Der Block muss nicht genutzt werden, man kann, z. B. im eins gegen eins, auch den Strafpunkt verteilen, den man vergeben kann, wenn der andere niedriger ist. In der Regel „betrügt“ man einen Block aber nicht; d. h. man lässt ihn nicht ungenutzt, egal worum es geht.
In Oldenburg hat die Kombination aus 1-2-5 im ersten Wurf eine besondere Bedeutung und heißt „Kappelhoff im Ersten“. Diese Kombination im ersten Wurf führt direkt zu einer Strafe (Schnaps). Die Kombination wird als ungünstig betrachtet, da alle anderen Kombinationen mit 1-2-x (1-2-1, 1-2-2, 1-2-3, 1-2-4 und 1-2-6) eine relativ hohe Bedeutung im Spiel haben.

#### Bei der Deutschen Luftwaffe
Wird bei der Luftwaffe ein General gewürfelt, müssen alle Grüßen.
Derjenige, der den General gewürfelt hat, muss alle Spieler zurück Grüßen und aussprechen „Weitermachen“.

### Scheeßel
2,2,1 wird „Engbert“ genannt und wer damit verliert, muss einen Kurzen extra trinken. Darauf folgen 3 Runden mit doppelter Strafe. Falls in der Runde keine Person mit dem Namen Malte mitspielt, wird zu Beginn eine Person ausgewählt. Diese dürfen bei 5,2,1 einen Kurzen trinken.

### Wurfart
Würfe, die ohne das Herauslegen eines oder mehrerer Würfel zustande gekommen sind, werden als Hand-Würfe bezeichnet. Straßen und Generäle gelten oft nur als solche, wenn sie als Hand-Wurf erreicht wurden. „Zusammengewürfelte“ Straßen und Generäle werden dann wie ein einfacher Wurf behandelt und gezählt. Vielerorts wird ein Schock-Aus-Hand (auch Naturschock) höher bewertet als ein Schock-Aus, der durch Herauslegen von Würfeln entstanden ist.
Beim blinden Wurf kann der Spieler, der den Wurf vorgelegt hat, vor dem Heben des Bechers „blind“ ansagen. Ist dies geschehen, so wird der höchste erzielte Wurf mit der doppelten Anzahl an Strafsteinen bewertet.

### Handhabung der Würfel
Vielfach darf von zwei Sechsen eine zu einer Eins umgedreht werden, sofern beide Sechsen in einem Wurf erzielt wurden und der Wurf nicht der letzte des Spielers war. Die zweite Sechs muss dann für den nächsten Wurf wieder in den Becher. Analog gilt bei drei Sechsen aus einem Wurf, dass diese zu zwei Einsen umgedreht werden können.
Vielerorts dürfen einmal herausgelegte Würfel nicht in derselben Wurfrunde wieder zurück in den Würfelbecher. Verbreitet ist ebenfalls die Regel, dass lediglich Einsen herausgelegt und danach nicht wieder in den Becher gelegt werden dürfen.
Lässt ein Spieler seine Würfel fallen, wird dies meist mit dem Verlust einer Spielrunde oder dem Ausgeben einer Getränkerunde (im Rheinland meist Schnapsrunde) bestraft. In manchen Regionen wird dies mit einer vereinbarten Anzahl von Steinen (meist 2) bestraft.

## Jährliche offene Meisterschaften
Seit 2005 richten die Alten Herren des TuS 05 Oberpleis eine offene Meisterschaft im Schocken aus. Sie findet seitdem jährlich in Hennef statt.
- Am 16. April 2005 fand die erste Auflage statt. Sieger im Einzel wurde Thorsten Henseler, vor Klaus Otto als zweitem und Michael Schütte als drittem. Mannschaftssieger wurden „Oberhau immis bis op eene“ vor „Kaasseler Böcke“ und „Stammdisch Schnapp Aahn 1“.
- Am 13. Mai 2006 folgte die zweite Auflage. Die Einzelwertung gewann Daniel Spürkmann (Niederkassel-Rheidt) vor Siggi Lauer (Karlsruhe) auf dem zweiten und Käthe Frohnapfel (Dinslaken) auf dem dritten Rang. Die Mannschaftswertung gewannen die „Beachschocker“ (Niederkassel-Rheidt) vor „Din A4“ (Dinslaken) und dem Team „Creativ Schocker“ (Karlsruhe).
- Die dritte Auflage am 17. März 2007 gewann Georg Palmersheim (Bonn-Pützchen) vor Stefan Olzem (Bonn) und Jennifer Schomburg (Köln). Die Mannschaftswertung gewann der „TC Siebengebirge“ (Königswinter) vor „Jeschoggde“ (Bonn-Pützchen) und den „Holtischockern“ (Dinslaken).
- Am 19. April 2008 fand die vierte Auflage statt. Sieger in der Einzelwertung wurde Markus Müller vor Andreas Baumgart und Thomas Roters. Mannschaftssieger wurden die „Ochtruper Standarten“ vor dem „Club der toten Knobler“. Den dritten Platz erreichten die „Eburonische Sachsenschocker Erkelenz“.
- Die fünften Meisterschaften wurden am 21. März 2009 ausgetragen. Lars Kokoscha aus Essen gewann das Turnier vor Michael Lenz und Hubert Rahmen. Die Mannschaftswertung gewann der „TC Siebengebirge“ vor dem „Knobelclub 55kaputt“ und den „Eburonische Sachsenschocker k. e. V. Erkelenz“.
- Die sechsten Meisterschaften fanden am 20. März 2010 statt. Die Einzelwertung gewann Simon Lüttgen vor Franz Sistig und Helmut Rahner. In der Mannschaftswertung siegte die „Jugendgruppe ’77 Otzenhausen“ aus dem Saarland vor dem Team „Friday-Love“ und dem „Schockklub Winden“.
- Die siebten Meisterschaften fanden am 2. April 2011 statt. Die Einzelwertung gewann Elbe Bougruine, vor Bastian Scheffer. Den dritten Platz belegte Mathias Nehen. Die Mannschaftswertung gewannen „The Fabs“, vor den „Schockfreunde(n) Hilden“ und den „Knobelfreunde(n) Hillershausen 1“

- die 3. Rhein-Sieg-Meisterschaft gewann Robert Reifenrath (Schock-Sport-Vereinigung-Römertal)

- die 4. Rhein-Sieg-Meisterschaft gewann Lukas Engelbert